# 剣崎長瀞西古墳
剣崎長瀞西古墳（けんざきながとろにしこふん）は、群馬県高崎市剣崎町にある古墳。形状は円墳。剣崎長瀞西古墳群を構成する古墳の1つ。史跡指定はされていない。

## 概要
群馬県中部、碓氷川と烏川に挟まれた舌状台地上に築造された古墳である。1932年（昭和7年）に開墾作業中に埋葬施設が発見され副葬品が出土しているほか、1996-1999年（平成8-11年）に発掘調査が実施されている。
墳形は円形で、直径約33メートルを測る。墳丘は2段築成。墳丘外表では葺石のほか、円筒埴輪列が認められる。また墳丘周囲には幅約5メートルの周濠が巡らされる。埋葬施設は墳頂部における竪穴系埋葬施設1基と、南側テラス部における竪穴式小石槨1基の計2基である。墳頂部施設は削平されているため明らかでないが、1932年に出土した銅鏡・短甲・鉾・石突・鉄鏃・滑石製模造品は墳頂部施設からの出土と推測される。南側テラス部施設は、川原石を3×2メートルの長方形に組んだもので、内部には直径5センチメートル程度の小石が充填されるが、蓋石は認められない。特に南側テラス部施設は周辺の剣崎長瀞西古墳群の積石塚と共通しており、渡来人との強い関係性を示す遺構とされる。南側テラス部施設には隣接して家形埴輪・須恵器𤭯が検出されている。築造時期は古墳時代中期の5世紀後半頃と推定される。
なお、付近では多数の古墳（剣崎長瀞西古墳群）・集落遺跡（剣崎長瀞西遺跡）が認められている。特に出土品には、垂飾付耳飾・鉄製轡・韓式系土器を始めとする朝鮮半島系遺物があり、渡来系集団の集落として注目される。剣崎長瀞西遺跡出土品は2017年（平成29年）に群馬県指定重要文化財に指定されている。

## 遺跡歴
- 1932年（昭和7年）、開墾作業中に埋葬施設の発掘、副葬品出土（帝室博物館（現・東京国立博物館）に収蔵）[1]。
- 1996-1999年（平成8-11年）、発掘調査（高崎市教育委員会）[1]。

## 出土品

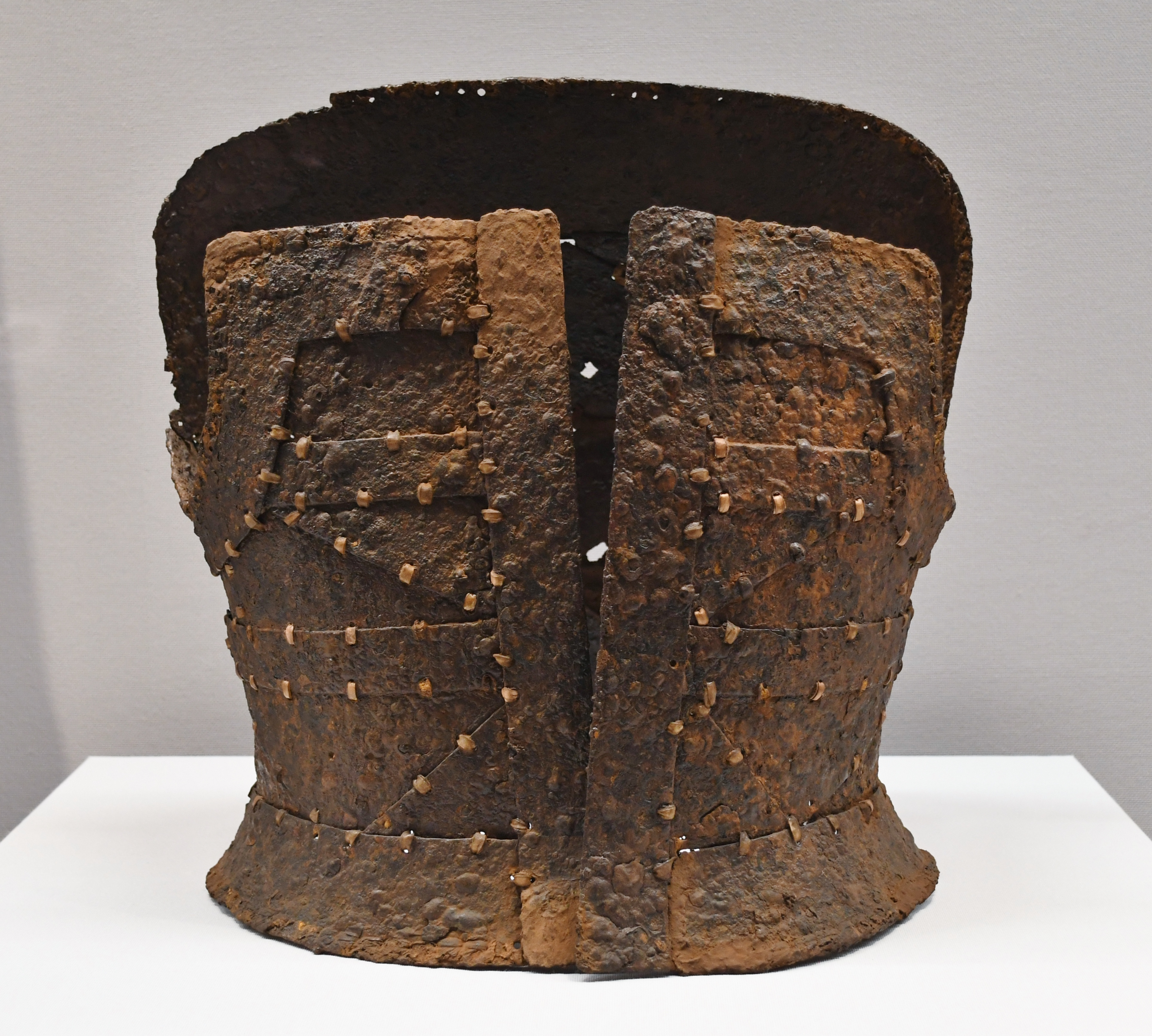
三角板革綴短甲東京国立博物館展示。

1932年（昭和7年）の発掘で出土した副葬品は次の通り。
- 捩文鏡 1
- 三角板革綴短甲 1
- 鉄製鉾身 1
- 鉄製石突 1
- 鉄鏃 一括
- 滑石製模造品 - 勾玉7、鏡1、斧4、鎌身3、刀子35、臼玉多数。

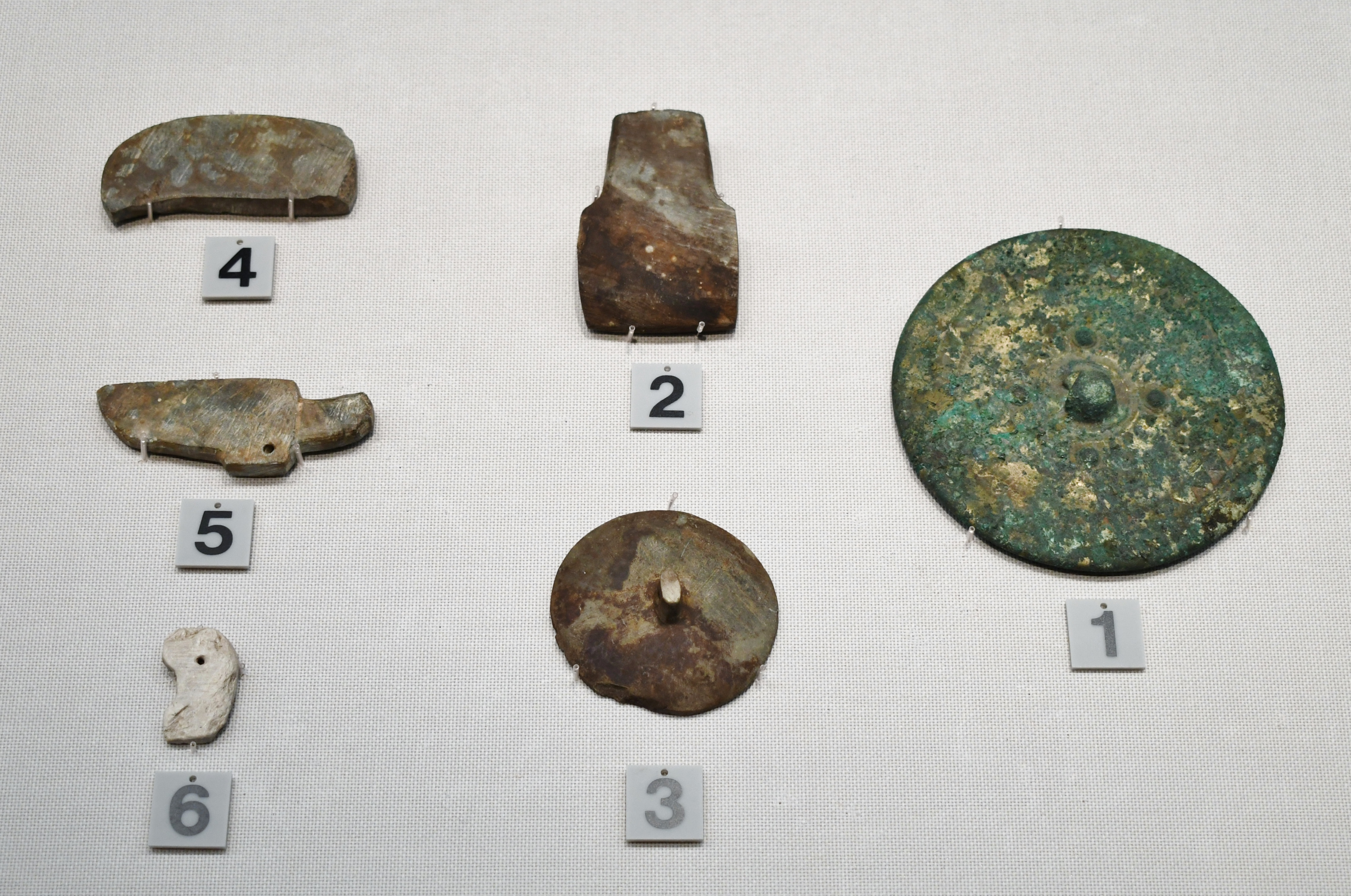
乳文鏡・石製模造品 東京国立博物館展示。

## 関連施設
- 東京国立博物館（東京都台東区） - 剣崎長瀞西古墳の出土品を保管。

## 関連文献
（記事執筆に使用していない関連文献）
- 青木繁夫・小沢正実「長瀞西古墳出土短甲の保存修理と復原模造について」『Museum』第285号、東京国立博物館、1974年、10-18頁。
- 黒田晃「剣崎長瀞西遺跡と渡米人」『高崎市史研究』第12号、高崎市、2000年、1-22頁。
- 『新編高崎市史』 資料編1 原始古代I、高崎市、1999年。